# Eurycea quadridigitata
Eurycea quadridigitata is een salamander uit de familie longloze salamanders (Plethodontidae). De soort werd voor het eerst wetenschappelijk beschreven door John Edwards Holbrook in 1842. Oorspronkelijk werd de wetenschappelijke naam Salamandra quadridigitata gebruikt.

## Uiterlijke kenmerken
De maximale lichaamslengte is zelden langer dan zes tot zeven centimeter, deze kleine soort wordt in andere talen wel dwergsalamander genoemd. De kleur is bruin tot donkerbruin, met een lichtere tot witte buikzijde. Op de rug zijn vaak twee donkere strepen of rijen vlekjes aanwezig aan weerszijden van het midden, maar er is enige variatie waarbij deze ontbreken. Het lichaam is zeer dun, de pootjes zijn klein en de staart is relatief lang. De grote, bolle ogen steken wat uit en zijn duidelijk te onderscheiden door een donkere kleur. De soort lijkt sterk op de verwante Eurycea cirrigera, maar deze laatste soort heeft vijf tenen aan iedere achterpoot, Eurycea quadridigitata slechts vier. Hiernaar is de salamander ook vernoemd, want de soortnaam quadridigitata betekent vrij vertaald vier-tenig.

## Verspreiding en habitat
Eurycea quadridigitata komt voor in een groot gebied in het zuidoosten van de Verenigde Staten, van North Carolina tot rond de Golf van Mexico in oostelijk Texas. De soort is te vinden in bossen, en houdt zich op tussen de bladeren op de bodem op vochtige plaatsen, zoals alle longloze salamanders ademt deze soort voornamelijk door de huid.

## Voortplanting
De paartijd begint in de herfst, het vrouwtje zet 12 tot 24 eitjes een voor een af. De eieren worden in de vegetatie van langzaam stromende of stilstaande, ondiepe wateren afgezet. Ook vochtige plaatsen bij de waterrand worden wel gebruikt, maar de larven ontwikkelen zich in het water. Na ongeveer een maand komen de larven uit het ei, die zich in het water ontwikkelen. Twee tot zes maanden na het uitsluipen vindt de metamorfose plaats. Mannetjes zijn in de paartijd eenvoudig te onderscheiden van vrouwtjes doordat ze cirri ontwikkelen. Dit zijn twee vlezige uitstulpingen aan weerszijden van de kop bij de bovenlip.